# Cercophaninae
Cercophaninae (лат.) — подсемейство павлиноглазок.

## Распространение
Неотропика.

## Классификация
В подсемейство включают следующие роды:
- Cercophana
- Eudelia
- Janiodes
- Microdulia
- Neocercophana